# More Best of Leonard Cohen
More Best of Leonard Cohen è un album discografico di raccolta del cantautore folk canadese Leonard Cohen, pubblicato nel 1997.

## Tracce
1. Everybody Knows
2. I'm Your Man
3. Take This Waltz
4. Tower of Song
5. Anthem
6. Democracy
7. The Future
8. Closing Time
9. Dance Me to the End of Love (live)
10. Suzanne (live)
11. Hallelujah (live)
12. Never Any Good
13. The Great Event